# تايست ذا فيلينغ
تايست ذا فيلينغ (Taste the feeling) هي أغنية جمعت بين دي جي أفيتشي والمغني الأسترالي كونراد سويل. تم إصدار الأغنية كتحميل رقمي (Digital download) في مارس 2016. واختيرت كأغنية كوكا كولا الترويجية لحملة بعنوان "Taste The Feeling".